# أريغارون زرافشاني
أريغارون زرافشاني (الاسم العلمي: Erigeron seravschanicus) هو نوع من النباتات يتبع جنس الأريغارون من الفصيلة النجمية.